# Packwood (Washington)
Packwood es un área no incorporada ubicada en el condado de Lewis en el estado estadounidense de Washington.

## Geografía
Packwood se encuentra ubicado en las coordenadas 46°36′14″N 121°40′40″O / 46.60389, -121.67778.